# Burnt Wings (film fra 1920)
Burnt Wings er en amerikansk stumfilm fra 1920 af Christy Cabanne.

## Medvirkende
- Josephine Hill som Joan Templeton
- Frank Mayo som Ned Templeton
- Rudolph Christians som James Cartwright
- Betty Blythe som Helen
- Beatrice Burnham som Hortense